# François Poullain de la Barre
Francois Poullain de la Barre (franskt uttal: [də la baʁ]), född 1647 i Paris, död 1725 i Genève, var en fransk författare och feministisk filosof. Poullain de la Barre studerade teologi samt antog Descartes filosofi. Han blev senare präst.